# Dansk spillemandsmusik
Dansk spillemandsmusik er den danske traditionelle måde at spille folkemusik på. Den forlænger en tradition for at spille brugsrettet dansemusik (danseband) – som hovedregel uden noder.[kilde mangler]
Musikken består ofte af forholdsvis simple melodier med ét, to, tre og i sjældnere tilfælde flere stykker, der gentages. Harmonisk er musikken ligeledes simpel med tonika, dominant og subdominant i dur.[kilde mangler]
En del spillemænd holder sig ligefrem til få tonearter (G-dur og D-dur), men dette er et nyere fænomen.[kilde mangler] Frem til midten af 1900-tallet beherskede de fleste spillemænd tonearter med et eller flere b'er.[kilde mangler]

## Instrumentbesætning og organisering
Den slags folkemusik blev ofte spillet i forsamlingshuse, på gårde og kroer rundt i landet med egnens spillemænd. Det har i de tyndt befolkede egne ofte kun været et par violiner og måske en klarinet og en kontrabas. 
I de større byer havde man derimod musiklaug, hvor man indtil begyndelsen af 1900-tallet oplevede messingblæsere (som kornet og basun) som deltagere. Bevis herfor finder man i en række traditionelle melodier som oprindeligt er skrevet i tonearterne F og Bb, som er særligt velegnede til disse instrumenter.
Også de militære regimentsmusikkorps spillede en stor rolle for udbredelsen af den folkelige musik med uddannelse af musikere, der senere vendte tilbage og fungerede som spillemænd i landområderne.
Stadsmusikanter som for eksempel Carl Møller i Århus, kendt for bl.a. Aarhus Tappenstreg og Den Ormstukne, og Søren Telling i Randers leverede i 1800-tallet og første del af 1900-tallet spillemænd i områder lige så store som byernes handelsoplande.
I provinsen var adskillige Musikdirektører fra slutningen af 1800-tallet og indtil begyndelsen af 1900-tallet også med til at oplære og give plads til musikere og spillemænd. De stod ofte for brugsmusikken i deres egn og arrangerede og komponerede også traditionelle numre. En af de mest kendte er Ditlev Trappo Saugmann Bjerregaard (også kaldet Saugmann Bjerregaard) fra Kjellerup.
En typisk besætning vil i vore dage være et par violiner og en harmonika eller et klaver til at fungere som bund for danserne. Andre instrumenter, der også hyppigt benyttes inden for folkemusik, er klarinet, mandolin og kontrabas samt i mindre grad tværfløjte, blokfløjte og guitar. Kun sjældent ses trommer, der ellers var almindelige frem til midten af 1900-tallet.

## Variationer
Som i næsten al anden musik findes der mange måder og variationer at spille dansk folkemusik på. De mest kendte er formentlig de traditioner, der har levet op til og ind i vores tid, nemlig i Himmerland, Midtjylland, på Læsø, Bornholm og Fanø. Det er værd at være opmærksom på, at disse relikt-agtige traditioner kan være forskellige fra traditioner, der uddøde tidligere i de områder af landet, hvor fornyelse hurtigere slog igennem – for eksempel Sjælland og Østjylland.
Da den traditionelle spillemandsmusik begyndte at blive erstattet af den moderne musik (op igennem midten af 1900-tallet), kender man eksempler på at repetoiret for et bal bestod af større dele populærmusik, men krydret med de traditionelle danse som mange stadig kunne; for eksempel Totur fra Vejle eller Familliesekstur, se polka.

## Historie
Navnet folkemusik er fra 1500-tallet og betyder i korte træk ”folkets musik”  eller ”musik for folket”. Det kan også betyde ”musik af og med folket”. Førhen kaldte man folkemusikken i Danmark for ”skjaldesange og viser” som er brugt helt tilbage i vikingetiden og længere tilbage end der findes kilder. Den er derfor en af de ældste musikarter i Danmark.[kilde mangler]
Folkemusikken har været til gavn for folket og blev brugt som en lille revolution inden for musikverdenen i Danmark, for at få gjort op med "kirkemusik" og "vokalmusik” som førhen havde hersket i Danmark.[kilde mangler]
Over halvdelen af de danske folkesange som vi kender i dag er faktisk sange som vi har taget til os fra Sverige, Norge, Finland, Rusland, Tyskland og England. Igennem hele vores historie har vi videreudviklet meget på vores broderlandes sange ved at give dem ny tekst og andre titler.[kilde mangler]
Under alle Danmarks krige har vi opdigtet sange for at kunne minde os selv om, hvad der skete og hvorfor. Det er en stor del af folkemusikkulturen i Danmark at vi godt vil huske de ting der er sket os. Et godt eksempel er ”Dronning Dagmar” som også er en folkevise.
Mellem 1960 og 1980 var dansk folkemusik præget af de danske spillefilm og lystspil, der blev lavet i de år, for her var der altid sange med, fx ”Der kommer altid en sporvogn og en pige til”, men også på revyscenen herskede folkemusikken i form af alle de nylavede sange.
Nogle af dens tids store musikere inden for folkemusikken i Danmark var Poul Bundgaard, Poul Reichhardt, Ove Verner Hansen, Karl Stegger, Kim Larsen, Sebastian, Bamses venner osv.
I 1900'erne blev dansk folkemusik meget påvirket af England, USA osv, hvor vi fik soul, pop, rock, jazz osv. Der er derfor nu ikke meget af den oprindelige folkemusik tilbage, da meget er blevet erstattet af pop, rock osv.

## Traditionsmusikken i dag
I nyere tid finder musikere og til tider dansere sammen med faste mellemrum for at danse og spille i en såkaldt spillemandskreds. En udvidelse heraf er spillemandslauget, der både involverer dem der blot har en lille interesse for folkemusik, og dem der har brugt hele deres liv på det.
En ganske særlig rolle spiller de såkaldte folkemusikhuse, der opstod i 1970'erne ved dansk spillemandsmusiks store såkaldte revival. Det første blev stiftet af Dansk Folkemindesamling i landsbyen Hogager i Hogager Sogn ved Holstebro. Herfra er en stor del af det meget vigtige indsamlingsarbejde foregået, der er årsag til at man i dag kender store dele af traditionen, på trods af at den mundtlige overlevering har manglet.
Den danske folkemusiktradition har haft trange kår i årenes løb, men der er stadig forholdsvis stor aktivitet nogle steder i landet. Der bliver ligeledes holdt flere såkaldte spillemandsstævner hvert år, fx Odense Folk Festival, Højby stævnet, Nørrebro Spilletræf, Roskilde Spillemandsstævne, Tønder Festival, FOD og ROD. Nogle af disse er dog rene musikstævner uden dans og ligger således relativt langt fra den forudgående traditionelle sammenhæng.
Man kan tage en uddannelse som folkemusiker på Syddansk Musikkonservatorium. Uddannelsen er i langt højere grad end den rytmiske og udpræget mere end den klassiske uddannelse baseret på gehør som indlæringsmetode.
Siden 2013 har Danmark også rigsspillemænd - spillemænd som har opnået særlig hæder for deres kunnen og bidrag til dansk spillemandsmusik.